# Углы (Струго-Красненский район)
Углы — деревня в юго-западной части Струго-Красненского района Псковской области на реке Псковица. Входит в состав сельского поселения «Новосельская волость».

## География
Находится на северо-востоке региона, в юго-западной части района, к юго-востоку от деревни Молоди, в 16 км к юго-западу от волостного центра, села Новоселье.

## История
До марта 2005 года деревня Углы входила в Молодейскую волость.
В соответствии с Законом Псковской области от 28 февраля 2005 года № 420-ОЗ деревня Углы, вместе с другими селениями упраздненной Молодейской волости, вошла в состав образованного муниципального образования Новосельская волость.

## Население
| 2001 | 2002 | 2010 | 2011 |
| ---- | ---- | ---- | ---- |
| 69   | ↘66  | ↘35  | ↗41  |

## Известные жители
В Углах родился советский хозяйственный, государственный и политический деятель, первый секретарь Курганского городского комитета КПСС в 1973—1975 гг. Павел Васильевич Павлов (15 января 1931, д. Углы — 15 июля 1993).
В деревне жил и скончался полный кавалер ордена Славы Иван Дмитриевич Голубев (28 ноября 1903, дер. Засеки, Псковская губерния — 15 января 1980, дер. Углы, Псковская область).

## Инфраструктура
В 1930-50 годах действовал колхоз «Углы» (с 1934 вместе с дер. Кладово), в 1950-59 гг. — центр укрупнённого колхоза «Углы», в 1959-61 гг. — бригада Углы колхоза имени Сталина, в 1961-69-м — бригада Углы колхоза «Молодейский», в 1969—1992 гг. — бригада Углы совхоза «Молодейский» (Ефимов, Фёдоров, 2015).

## Транспорт
Деревня доступна по просёлочным дорогам.